# Noordelijk kampioenschap hockey heren 1929/30
Het Noordelijk kampioenschap hockey heren 1929/30 was de 2e editie van deze Nederlandse veldhockeycompetitie. De competitie werd gehouden onder leiding van de Noordelijke Hockey Bond.

## Competitie
De verenigingen waren opgedeeld in een afdeling west (Friesland) en een afdeling oost (Groningen). De kampioenen van beide afdelingen streden in een beslissingswedstrijd om de noordelijke titel. Kampioen van de afdeling West werd Rap. Kampioen van de afdeling Oost werd DBS.
Op 5 april 1930 vond in het Stadspark te Groningen op het terrein van GHC binnen de renbaan de beslissingswedstrijd plaats. Na een 1-0-ruststand wist DBS uiteindelijk met 3-0 van Rap. te winnen.

## Promotie en degradatie
Er was dit seizoen geen sprake van promotie of degradatie. Daarvoor waren er te weinig verenigingen in het noorden.

## Eindstand Westen (Friesland)
| pos | club  | gs | w | g | v | pnt | dv | dt | ds |
| --- | ----- | -- | - | - | - | --- | -- | -- | -- |
| 1.  | Rap.  | 6  | 2 | 3 | 1 | 7   | 15 | 12 | +3 |
| 2.  | LHC   | 6  | 2 | 2 | 2 | 6   | 17 | 14 | +3 |
| 3.  | HHC   | 6  | 2 | 2 | 2 | 6   | 13 | 15 | -2 |
| 4.  | Sneek | 6  | 2 | 1 | 3 | 5   | 14 | 18 | -4 |

## Eindstand Oosten (Groningen)
| pos | club   | gs | w | g | v | pnt | dv | dt | ds  |
| --- | ------ | -- | - | - | - | --- | -- | -- | --- |
| 1.  | DBS    | 8  | 7 | 1 | 0 | 15  | 38 | 7  | +31 |
| 2.  | GHC    | 8  | 6 | 1 | 1 | 13  | 31 | 7  | +24 |
| 3.  | GHBS   | 8  | 3 | 0 | 5 | 6   | 23 | 15 | +8  |
| 4.  | GHC II | 8  | 1 | 1 | 6 | 4   | 5  | 31 | -26 |
| 5.  | DBS II | 8  | 1 | 0 | 7 | 2   | 8  | 43 | -35 |

## Beslissingswedstrijd
1928/29 · 1929/30 · 1930/31 · 1931/32 · 1932/33 · 1933/34 · 1934/35 · 1935/36 · 1936/37 · 1937/38 · 1938/39 · 1939/40 · 1940/41 · 1941/42 · 1942/43 · 1943/44 · 1944/45 · 1945/46 · 1946/47 · 1947/48 · 1948/49 · 1949/50 · 1950/51 · 1951/52 · 1952/53 · 1953/54 · 1954/55 · 1955/56 · 1956/57 · 1957/58 · 1958/59 · 1959/60 · 1960/61 · 1961/62 · 1962/63 · 1963/64 · 1964/65 · 1965/66 · 1966/67 · 1967/68 · 1968/69 · 1969/70 · 1970/71 · 1971/72 · 1972/73